# キス・ザ・シリーズ
キス・ザ・シリーズ（タイ語: Kiss: The Series – รักต้องจูบ）は、ジラキット・ターワンウォン（メーク）、 ラパッサラン・チラウェートスントンクン（マイルド）、セッタポン・ピアンポー（タオ）、ウォラニット・ターワンウォン（ムーク）が主演する2016年のタイのテレビドラマシリーズ。
Chatkaew Susiwaが監督し、GMMTVが製作したこのテレビドラマシリーズは、GMM 25とLINE TVにて2016年1月10日から2016年4月24日の毎週日曜日にそれぞれ20:00 ICTと22:00 ICTに配信された。 

## キャストとキャラクター

### 主演
- タダ役：ジラキット・ターワンウォン（メーク）[3][4]
- サンディー役：ラパッサラン・チラウェートスントンクン（マイルド）
- ナ役：セッタポン・ピアンポー（タオ）
- サンラック役：ウォラニット・ターワンウォン（ムーク）

### 助演
- ピート役：タワン・ウィホクラット（テイ）
- カオ役：ティティプーン・テーシャアパイクン（ニュー）
- ジューン役：ナチャット・ジャンタパン（ニッキー）
- エラ役：パッチラー・カンラッタナスー（ナナン）
- チャチャ役：ポップ・カムカセム
- ティウ役：カンチャヌット・ケンカンカー（カン）
- ファースト役：シワコーン・レーチューチョー（ガイ）
- ノイナー役：コラウィット・ブーンスィ（ガン）
- ファサイ役：リタ・ラムナロン（チャチャ）
- メイ役：アピチヤー・サエチャン（サイシー）

## サウンドトラック
| 曲名    | ローマ字タイトル | アーティスト                                                                                | Ref.  |
| ------- | ---------------- | ------------------------------------------------------------------------------------------- | ----- |
| Kiss    |                  | Sirintip Hanpradit（Rose）                                                                  | [ 5 ] |
| เพื่อนสนิท | Phuean Sanit     | - ジラキット・ターワンウォン（メーク） - ラパッサラン・チラウェートスントンクン（マイルド） | [ 6 ] |